# 冰之山後山那岐山國定公園
冰之山後山那岐山國定公園，是位在日本兵庫縣、岡山縣、鳥取縣的國定公園。1969年4月10日指定。總面積48,803公頃（120,590英畝）。

## 主要景點
- 冰之山
- 後山
- 那岐山
- 神鍋高原
- 瀞川溪谷
- 天瀧溪谷
- 音水溪谷
- 蘆津溪谷

## 關連市町村
- 兵庫縣 - 豐岡市、養父市、宍粟市、香美町、新溫泉町、佐用町
- 岡山縣 - 美作市、西粟倉村
- 鳥取縣 - 鳥取市、岩美町、八頭町、若櫻町、智頭町、三朝町

## 關連項目
- 國定公園

## 外部連結
- （日語）岡山県の自然公園
- （日語）自然公園（页面存档备份，存于）